# The Singles Collection Volume 4
The Singles Collection, Volume 4 – limitowana edycja albumu zespołu Queen. Czwarta i zarazem ostatnia seria kompilacji wersji pudełkowej albumu. Album zawiera zremasterowane wersje 13 piosenek zespołu. Płyta została wydana 18 października 2010 roku.

## Utwory
Dysk 1
1. "The Miracle" – 5:03
2. "Stone Cold Crazy" (Live At The Rainbow '74) – 2:10

Dysk 2
1. "Innuendo" – 6:33
2. "Bijou" – 3:37

Dysk 3
1. "I'm Going Slightly Mad" – 4:25
2. "The Hitman" – 4:57

Dysk 4
1. "Headlong" – 4:35
2. "All God's People" – 4:22

Dysk 5
1. "The Show Must Go On" – 4:32
2. "Queen Talks" – 1:43

Dysk 6
1. "Bohemian Rhapsody" – 5:57
2. "These Are the Days of Our Lives" – 4:15

Dysk 7
1. "Heaven for Everyone" (Single Version) – 4:45
2. "It's A Beautiful Day" (B Side Version) – 3:58

Dysk 8
1. "A Winter's Tale" – 3:53
2. "Rock In Rio Blues" (UK Single Version) – 4:35

Dysk 9
1. "Too Much Love Will Kill You" – 4:22
2. "I Was Born to Love You" – 4:51

Dysk 10
1. "Let Me Live" – 4:48
2. "We Will Rock You" (Live At Wembley '86) – 2:56
3. "We Are the Champions" (Live At Wembley '86) – 4:04

Dysk 11
1. "You Don't Fool Me" (Edit) – 3:56
2. "You Don't Fool Me" (Album Version) – 5:24

Dysk 12
1. "No-One but You (Only the Good Die Young)" – 4:14
2. "We Will Rock You (The Rick Rubin 'Ruined' Remix)" – 5:02
3. "Gimme The Prize (Instrumental Remix for 'The eYe')" – 4:02

Dysk 13
1. "Under Pressure" (Rah Mix) (Radio Edit) – 3:47
2. "Under Pressure" (Mike Spencer Remix) – 3:55
3. "Under Pressure" (Live At Knebworth) – 4:17